# مارك غارسيا
مارك غارسيا (21 مارس 1988 بأندورا لا فيلا في أندورا - ) هو لاعب كرة قدم أندوري في مركز الدفاع. شارك مع منتخب أندورا لكرة القدم. أما مع النوادي، فقد لعب مع نادي ياغوستيرا وCerdanyola del Vallès FC ‏ وAtlético Monzón ‏ وUD Fraga ‏ وUD Ibiza-Eivissa ‏ وUE Vic ‏ ونادي بالاموس ‏ وUD Pomar ‏ وUE Rubí ‏.

## وصلات خارجية
- مارك غارسيا على موقع الاتحاد الدولي (مؤرشف)  (الإنجليزية)
- مارك غارسيا على موقع الاتحاد الأوربي (الإنجليزية)
- مارك غارسيا على موقع قاعدة بيانات كرة القدم.إي يو (الإنجليزية)
- مارك غارسيا على موقع ناشيونال فوتبول تيمز (الإنجليزية)
- مارك غارسيا على موقع Soccerway.com (الإنجليزية)